# شوهر باهوش
شوهر باهوش (به انگلیسی: Intelligent Husband) فیلمی هندی محصول سال ۱۹۹۲ و به کارگردانی کی. راگاوندرا رائو است. در این فیلم بازیگرانی همچون چیرانجیوی، ناگما، وانی ویشوانت، رائو گوپال رائو، کالیکالا ساتیانارایانا، پی.ال. نارایانا و شارات ساکسنا ایفای نقش کرده‌اند.